# UFC Fight Night: Belfort vs. Gastelum
UFC Fight Night: Belfort vs. Gastelum (también conocido como UFC Fight Night 106) fue un evento de artes marciales mixtas organizado por Ultimate Fighting Championship. Se llevó a cabo el 11 de marzo de 2017 en el Centro de Formação Olímpica do Nordeste, en Fortaleza.

## Historia
El evento estelar enfrentó a los pesos medios Kelvin Gastelum y Vitor Belfort. Originalmente, Gastelum ganó por TKO pero su victoria fue desechada tras dar positivo por marihuana.
El evento coestelar enfrentó a los también pesos semipesados Mauricio Rua y Gian Villante.